# 鋰-3
鋰-3（英語：Lithium-3，3
Li
），是鋰的同位素之一，化學符號為3
Li
。是一種原子核僅由三顆質子所組成，沒有中子的核素。是一個理論存在的核素，尚未實際被觀測到。1969年时有关于3Li共振存在的報導，但后来未被接受。

## 摘要
由於鋰需要包含3個質子，因此3
Li
可以看做是锂的同位素中，最輕的同位素。3
Li
的原子核僅由3個質子構成，不包含任何中子，是一種僅含有質子的核素 。在僅含有質子的核素中，最廣為人知的就是氫原子，1
H
，而3
Li
可能是目前有學術研究的僅含質子之最重核素。雖然兩個質子的束縛態2
He
僅被認為存在於特定的衰變模式中，但依然有一些相關的研究。而3
Li
和2
He
不同之處在於，2
He
的兩個質子自旋角動量相反，導致了預期的结合能可能會是負值，所以2
He
可能比3
Li
更不穩定或無法存在。
根據理論計算，3
Li
的結合能可能的值約為2267.6 k eV。

## 衰變模式
由於質子帶正電，因此3
Li
中的三個質子接受到庫倫力的排斥，因此該核素半衰期可能非常短，對於其半衰期的詳細數據目前仍然未知。而其衰變模式也不清楚，但推測為透過質子發射衰變成2
He
。而由於2
He
的衰變模式目前仍未知，因此3
Li
可能是最輕衰變模式為質子發射的核素，但若2
He
不存在，則不能說其衰變方式為質子發射，僅能說其裂變為三個質子。而目前已確定的衰變方式為質子發射的核素中，最輕的是4
Li
，其衰變方式和衰變能量皆為已知的。